# Z (album)
Z è il quarto album in studio del gruppo musicale statunitense My Morning Jacket, pubblicato nel 2005.

## Tracce
1. Wordless Chorus – 4:12
2. It Beats 4 U – 3:46
3. Gideon – 3:39
4. What a Wonderful Man – 2:25
5. Off the Record – 5:33
6. Into the Woods – 5:21
7. Anytime – 3:56
8. Lay Low – 6:05
9. Knot Comes Loose – 4:02
10. Dondante – 8:01

## Formazione
Gruppo
- Jim James - voce, chitarre
- Tom Blakenship - basso
- Patrick Hallahan - batteria, percussioni
- Carl Broemel - chitarra, voce, sassofono, pedal steel
- Bo Koster - tastiere, voce, piano, organo, loop, percussioni

Altri musicisti
- Andrew Bird - archi, fischietto (2,3,6)
- M. Ward - chitarra acustica, cori (6)